# Forbidden Siren 2
Forbidden Siren 2 (в Японии известна, как Siren 2 (яп. サイレン2 Сайрэн Цу:)) — компьютерная игра в жанре survival horror, разработанная SCE Japan Studio и выпущенная Sony Computer Entertainment для PlayStation 2 в 2006 году.
Действие игры происходит в 2005 году на вымышленном японском острове Ямидзима. Согласно предыстории игры, в 1976 году все население острова загадочным образом исчезло; несколько героев, попавших на безлюдный остров, сталкиваются на нём с различными чудовищными созданиями и пытаются выбраться и раскрыть тайну острова. Игра отличается нелинейностью — игрок поочерёдно управляет различными персонажами с разными умениями и недостатками, и фрагменты их попыток покинуть остров подаются не в хронологической последовательности. Одна из важнейших игровых механик игры, «третий глаз» (Sightjack), позволяет «настроиться на волну» другого персонажа или противника и наблюдать окружение его глазами — это позволяет, например, узнать, где находятся враги и чем они заняты; однако во время наблюдения персонаж игрока не может двигаться и остаётся уязвимым.

## Отзывы и продажи
| Сводный рейтинг           | Сводный рейтинг |
| Агрегатор                 | Оценка          |
| ------------------------- | --------------- |
| GameRankings              | 73,86 %         |
| Metacritic                | 74/100          |
| Иноязычные издания        |                 |
| Издание                   | Оценка          |
| Edge                      | 7/10            |
| Eurogamer                 | 7/10            |
| Famitsu                   | 35/40           |
| OPM                       | 7/10            |
| PALGN                     | 6,5/10          |
| Play (UK)                 | 7/10            |
| VideoGamer                | 6/10            |
| The Sydney Morning Herald | [ 10 ]          |